# Verwaltungsgemeinschaft Tangerhütte-Land

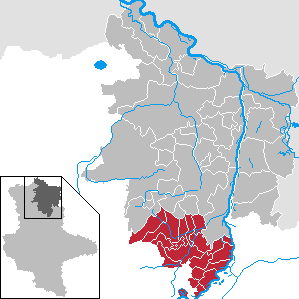
Lage der Verwaltungsgemeinschaft im Landkreis Stendal

In der Verwaltungsgemeinschaft Tangerhütte-Land des Landkreises Stendal hatten sich 19 Gemeinden zur Erledigung ihrer Verwaltungsgeschäfte zusammengeschlossen. Zu den ursprünglich 17 Gemeinden kam am 1. Januar 2005 die vormals verwaltungsgemeinschaftsfreie Stadt Tangerhütte (Verwaltungssitz) dazu, am 27. Dezember 2007 auch die Gemeinde Schelldorf. Auf einer Fläche von 294,73 km² lebten 12.727 Einwohner (Stand: 30. Juni 2006). Letzte Verwaltungsleiterin war Birgit Schäfer.
Am 31. Mai 2010 schlossen sich die Mitgliedsgemeinden zur neuen Stadt Tangerhütte zusammen.

## Die Gemeinden mit ihren Ortsteilen
- Bellingen
- Birkholz mit Scheeren und Sophienhof
- Bittkau
- Cobbel
- Demker mit Bahnhof Demker und Elversdorf
- Grieben
- Hüselitz mit Klein Schwarzlosen
- Jerchel
- Kehnert
- Lüderitz mit Groß Schwarzlosen und Stegelitz
- Ringfurth mit Polte und Sandfurth
- Schelldorf
- Schernebeck
- Schönwalde (Altmark)
- Stadt Tangerhütte mit Briest und Mahlpfuhl
- Uchtdorf
- Uetz
- Weißewarte
- Windberge mit Brunkau, Ottersburg und Schleuß